# 누르 모하마드 타라키
누르 모하마드 타라키(다리어: نورمحمد تره‌کی, 파슈토어: نور محمد ترکی, 1917년 7월 15일 ~ 1979년 9월 16일)는 아프가니스탄의 정치인으로 아프가니스탄 민주공화국의 제1대 혁명평의회 의장을 지냈다.
파슈툰인 출신으로 인도 봄베이에서 야간 학교에 참석하며 영어를 배웠고 후에 카불 대학으로 경제학 박사 학위 취득을 위해 갔으며 나중에는 미국 컬럼비아 대학교에서 석사 학위를 받았다.
대학생 시절 인도를 방문한 뒤 마르크스주의와 민족주의 운동에 영향을 받았으며, 귀국한 뒤에는 바흐타르 통신의 초대 국장으로 임명되었다. 1940년대부터는 시를 쓰꺼나 많은 소설을 집필하여 작가로 알려지게 되었다.
1952년에는 아프가니스탄의 주미대사로 임명되으나, 아프가니스탄 왕국을 비판하여 해임되었다. 주미대사에서 해임된 이후 아프가니스탄 왕국 송환을 피하기 위해 1962년까지 미국에 머물렀으며, 통역사로 활동하였다. 이후 1962년 주아프가니스탄 대사로 임명되었으나 아프가니스탄 인민민주당을 창당하기 위해 대사직을 사임하였다.
1965년 1월 누르 모하마드 타라키는 아프가니스탄 인민민주당을 창당하고 인민민주당 후보로 아프가니스탄 총선에 출마하였으나, 아프가니스탄 왕국의 탄압으로 낙선하고 인민민주당도 의석을 얻지 못하였다. 1973년 인민민주당의 노선을 두고 파벌이 형성되자 하피줄라 아민과 함께 급진파를 대표하게 되었다.
1978년 아프가니스탄에서 사우르 혁명이 일어나자 적극적으로 참여하였으며 아프가니스탄 민주공화국을 창립하고 초대 대통령으로 선출되었으며, 1978년 5월에는 혁명위원회 의장이 되어 토지개혁과 사회개혁을 시행하였다. 또한 봉건주의적 유산 타파와 문맹 퇴치 운동을 시행하였다. 그러나 1979년부터 견해 차이로 하피줄라 아민과 대립하게 되었고, 이 과정에서 머리가 베개에 눌려져 질식사하였다.
| 전임 압둘 카디르 다가르왈 | 아프가니스탄의 혁명평의회 의장 1978년 ~ 1979년 | 후임 하피줄라 아민 |